# NewDES
Meilleure cryptanalyse
attaques par clé apparentée (John Kelsey, Bruce Schneier, David Wagner ainsi que Eli Biham)
NewDES est un algorithme de chiffrement par bloc créé en 1984-1985 par Robert Scott. En dépit de son nom, il ne dérive pas de DES mais se profilait comme un remplaçant plus sûr que ce dernier. Cette place a toutefois été conquise par AES.
En 1996, une révision de l'algorithme a été publiée pour contrer une vulnérabilité liée à des clés apparentées, cette version sera nommée NewDES-96. 
En 2004, Scott a posté quelques commentaires sur sci.crypt au sujet des motivations derrière NewDES et ce qu'il aurait fait après coup pour le rendre plus robuste .

## Fonctionnement
NewDES, contrairement à DES, n'a pas de permutations binaires, ce qui le rend plus facile à implémenter dans du matériel. Toutes les opérations se font au niveau des octets, la granularité est donc plus grande. Il s'agit d'un chiffrement par produit avec 17 tours sur un bloc de 64 bits. La clé est de 120 bits, une taille inhabituelle.
À chaque tour, la clé intermédiaire issue du key schedule subit un XOR avec un bloc de 8 bits de données. Ce résultat est transmis à travers la fonction présente à chaque tour, on effectue alors un autre XOR avec un autre bloc de 8 bits. Au total, 8 XOR
sont effectués pour traiter les 64 bits du bloc. La fonction de permutation, f-fonction, est basée sur la Déclaration d'indépendance des États-Unis après une transformation algorithmique.
Chaque paire de tours utilise des clés intermédiaires de un octet, elles sont dérivées à partir de la clé principale en la découpant en octets et en effectuant une rotation de 56 bits pour les deux tours suivants.

## Cryptanalyse de NewDES
Peu de cryptanalyse a été conduite sur NewDES. Robert Scott, le concepteur, a montré que NewDES présente un effet avalanche complet après 7 tours (chaque bit du message chiffré dépend de chaque bit du texte en clair et de la clé).
NewDES a les mêmes propriétés de complémentarité que DES : 
{\displaystyle E_{K}(P)=C~}
alors
{\displaystyle E_{\overline {K}}({\overline {P}})={\overline {C}}~}
avec {\displaystyle {\overline {K}}} le complément binaire de K. Cela signifie que la complexité d'une recherche exhaustive est réduite par un facteur 2. 
Par la suite, Eli Biham a forgé une attaque par clé apparentée qui peut casser l'algorithme avec 233 textes clairs  et clés choisis. DES est donc plus sûr que NewDES. 
John Kelsey, Bruce Schneier et David Wagner ont développé une autre attaque dans la lignée de celle de Biham, elle nécessite 232 textes clairs et une clé apparentée. NewDES n'est donc pas un chiffrement très sûr, on lui préférera un Triple DES, AES ou Blowfish. 
À la suite des premières attaques, Robert Scott poste une révision de son algorithme sur sci.crypt. Si la modification appliquée permet de résoudre le premier problème (la rotational related-key cryptanalysis), elle introduit une autre faille exploitée dans le papier de Schneier et al. sous le nom de differential related-key cryptanalysis. De plus, NewDES-96 présente un effet avalanche moins bon que la version originale.